# Kniphofia reflexa
Kniphofia reflexa är en grästrädsväxtart som beskrevs av John Hutchinson och Leslie Edward Wastell Codd. Kniphofia reflexa ingår i Fackelliljesläktet som ingår i familjen grästrädsväxter. IUCN kategoriserar arten globalt som starkt hotad. Inga underarter finns listade i Catalogue of Life.